# Fusio

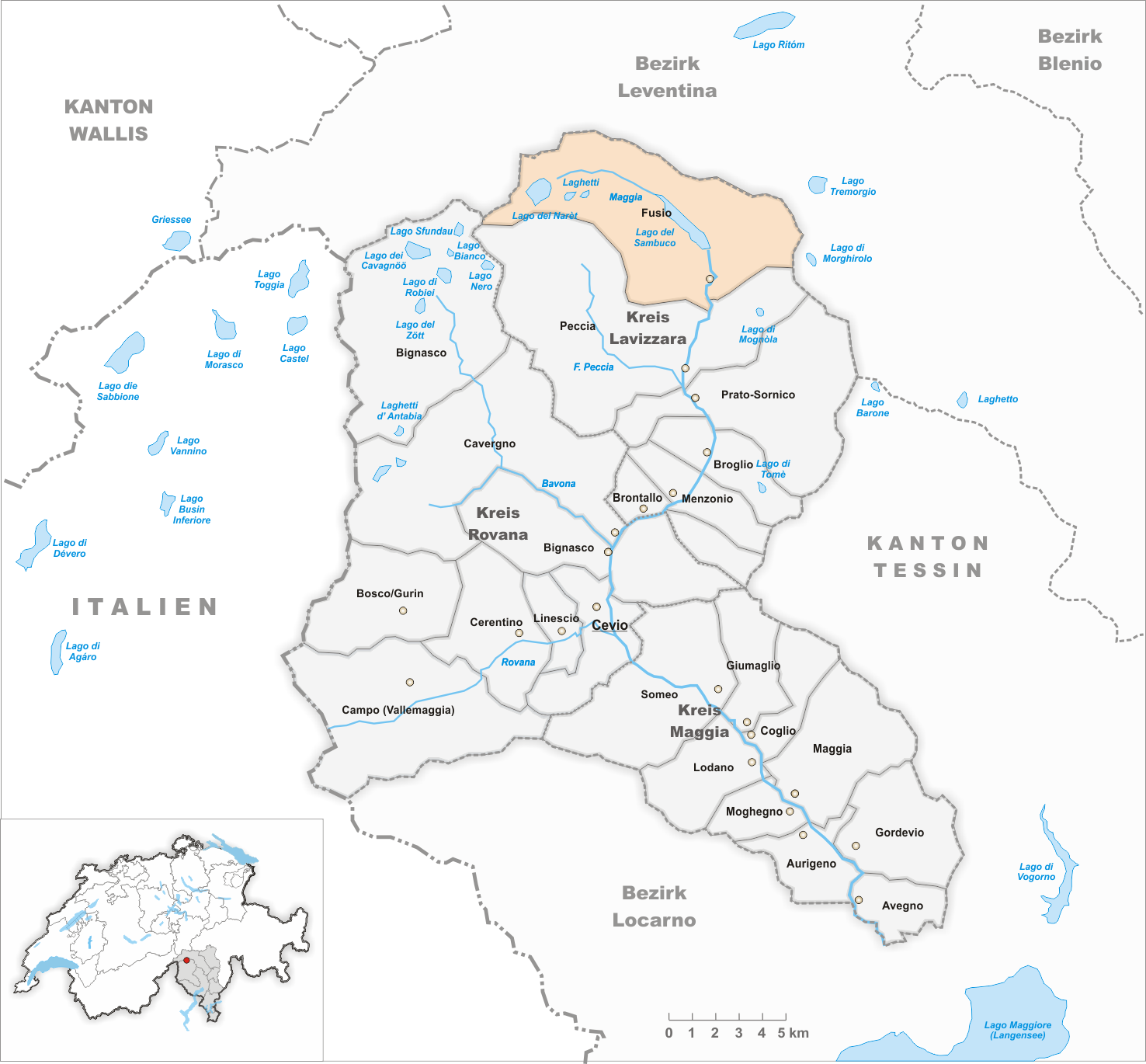
Gemeindestand vor der Fusion am 4. April 2004

Fusio (im alpinlombardischen Dialekt Füs, Füsc [fyːs, fyːʃ]) ist eine Fraktion der Gemeinde Lavizzara im Schweizer Kanton Tessin. Bis 2004 bildete sie eine selbständige Gemeinde, die auch die Fraktion Mogno umfasste.

Werner Friedli (Fotograf): Fusio, historisches Luftbild (1954)

Werner Friedli: Fusio und Pizzo Massari im Hintergrund, historisches Luftbild (1954)

## Geographie
Das Dorf liegt auf 1281 m ü. M. im oberen Abschnitt des Val Lavizzara, am Fuss des Pizzo di Röd (2699 m ü. M.) und 44 km von Locarno entfernt.

## Geschichte
Das Dorf wurde erstmals als Fuxio 1374 erwähnt. Fusio gehörte zur grossen Vicinìa Lavizzara, die am 10. September 1374 zugunsten der Bildung der Gemeinden Broglio, Prato, Sornico, Peccia und Fusio aufgelöst wurde. Ein Rest der früheren Gemeinschaft besteht noch in der communella Fusio-Peccia-Prato-Sornico.
Die Gemeinde wurde am 4. April 2004 mit den damaligen Gemeinden Broglio, Brontallo, Menzonio, Peccia und Prato-Sornico zur Gemeinde Lavizzara fusioniert. Fusio bildet aber nach wie vor eine eigenständige Bürgergemeinde.

## Bevölkerung
Einwohnerzahlen: Volkszählungsdaten

## Sehenswürdigkeiten
Das Dorfbild ist im Inventar der schützenswerten Ortsbilder der Schweiz (ISOS) als schützenswertes Ortsbild der Schweiz von nationaler Bedeutung eingestuft.
- Pfarrkirche Santa Maria Assunta[7][8][9]
- Kirche San Giovanni Battista im Ortsteil Mogno; nach der Zerstörung der bisherigen Kirche durch eine Lawine 1986 gemäss Plänen des Architekten Mario Botta neu errichtet,[7][10] mit Beinhaus[11]
- Oratorium Santa Maria delle Grazie in der Fraktion Fontanedo[7]
- Betkapelle Madonna delle Grazie[7]
- Betkapelle di Dazzi[7]
- Mühle dei Guglielmoni[7]
- Mühle Dazio[7][12]
- alte Torba (Getreidespeicher)[7][13]
- alte Waschanlage[7]
- frühmittelalterliche Siedlung im Ortsteil Mott Dorei[14][7]

## Persönlichkeiten
- Familie Balli von Fusio, seit dem 13. Jahrhundert erwähnt, mit Zweigen in Cavergno und Locarno (vom Ende des 18. Jahrhunderts an).
  - Valentino Balli (* 1764 in Fusio; † 1825 in Groningen), Kaufmann, Gründer des Handelshauses Balli.[15][16]
  - Giacomo Maria Balli (* um 1770 in Fusio; † nach 1801 ebenda), Politiker, Mitglied der tessinischen Tagsatzung 1801, wo er den Kanton Lugano vertrat.[15]
  - Giacomo Antonio Balli (* um 1775 in Fusio; † ebenda), Politiker, Abgeordneter im Tessiner Grossen Rat 1808–1815, er stimmte 1811 für die Abtretung des südlichen Kanton Tessin an die Cisalpinische Republik.[15]
  - Alessandro Valentino Balli (* 1796 in Fusio; † 1863 ebenda), Neffe des Valentino, Politiker, Abgeordneter im Tessiner Grossen Rat 1839–1848, im Nationalrat 1852–1854.[15]

## Galerie

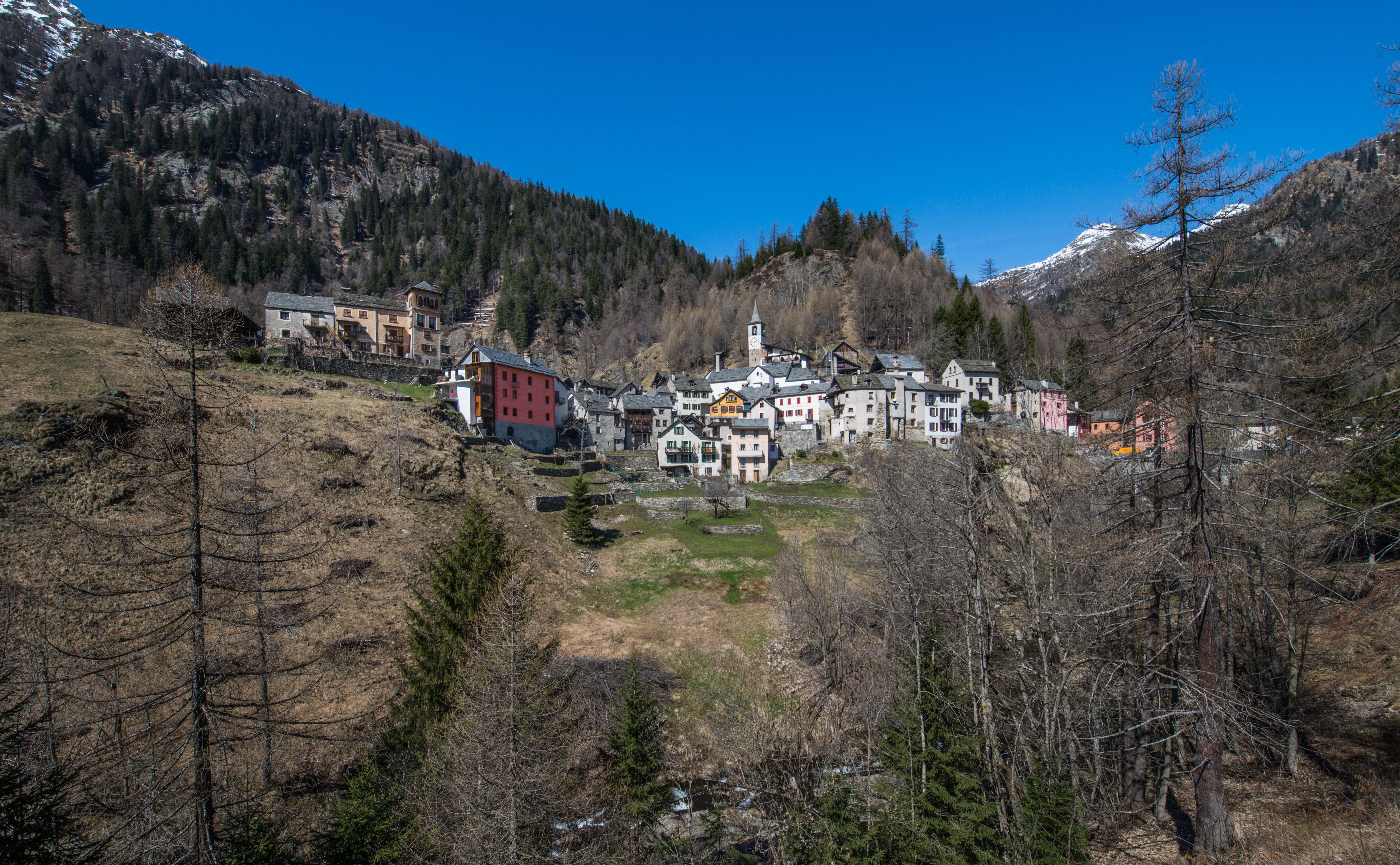
Fusio
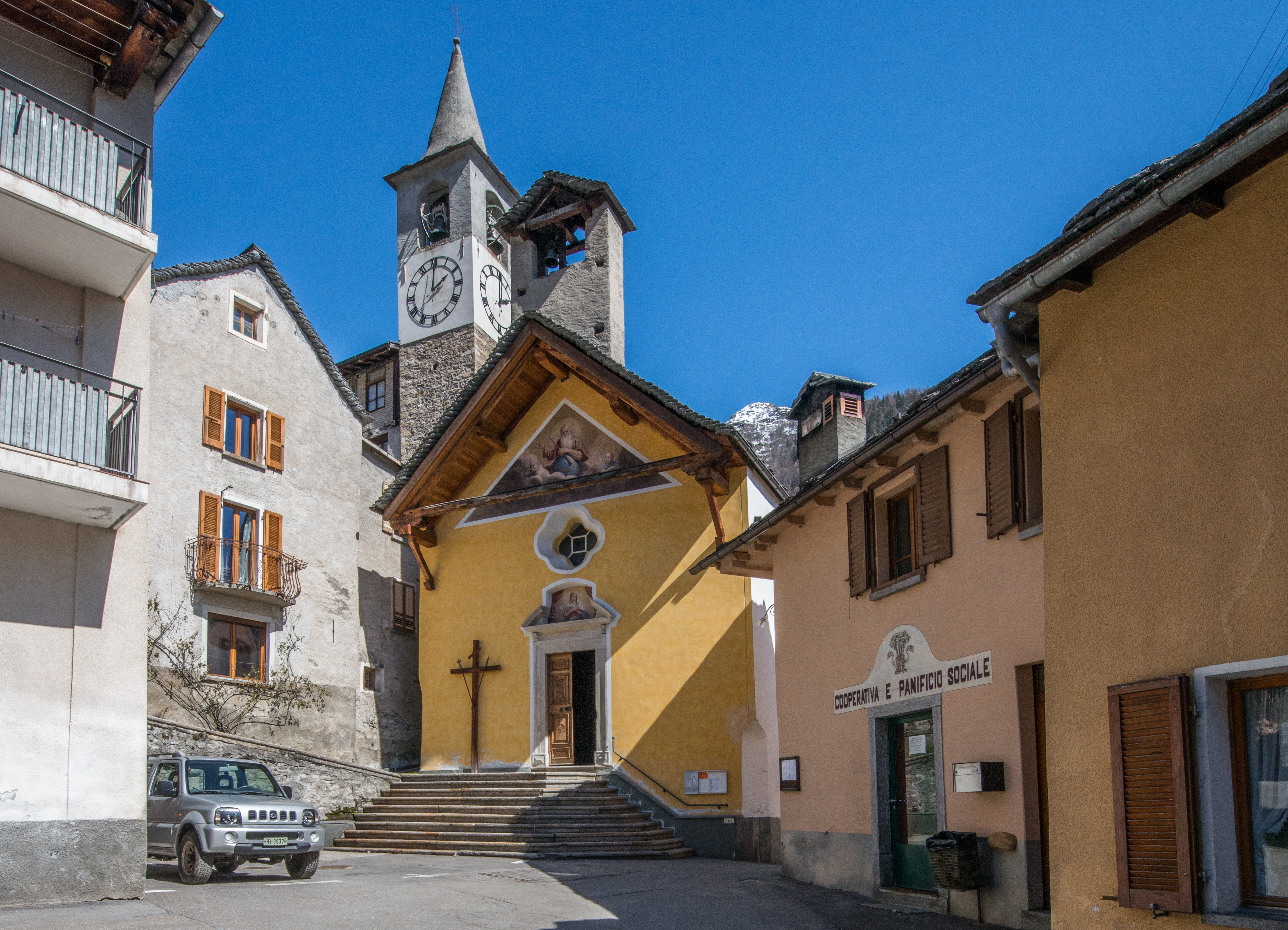
Pfarrkirche Santa Maria Assunta
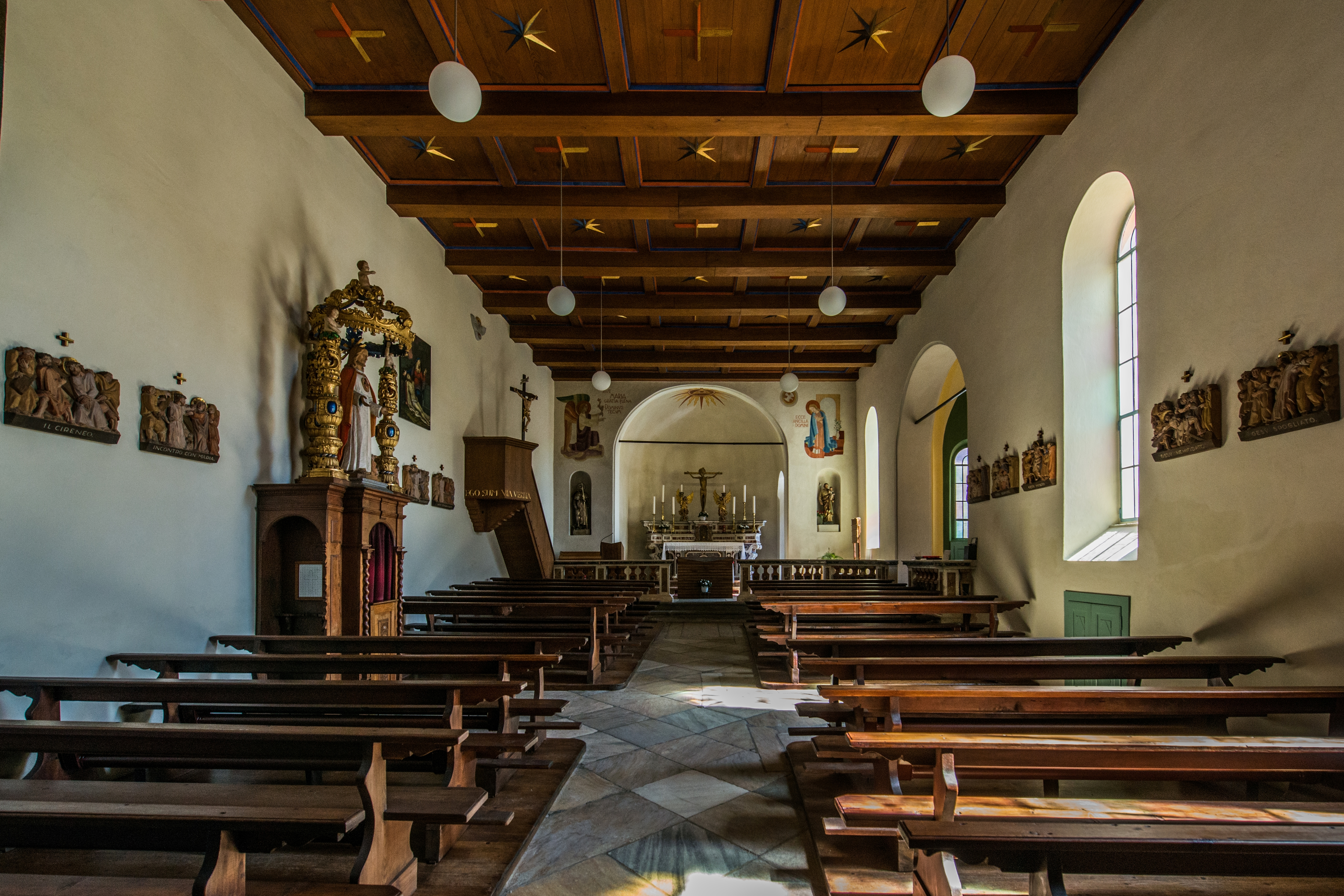
Pfarrkirche Santa Maria Assunta Innenraum
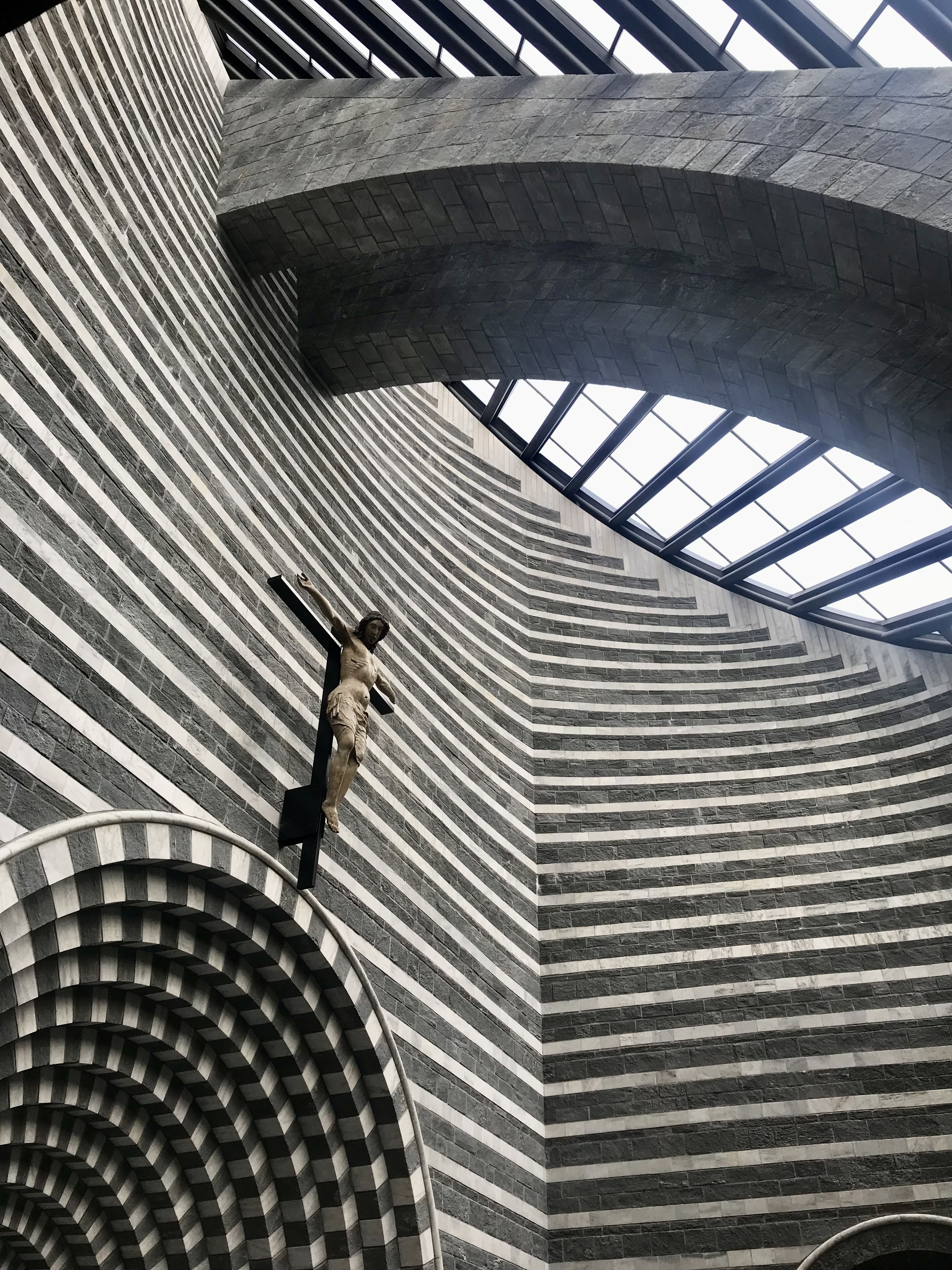
Kirche San Giovanni Battista in Mogno (Innenraum)
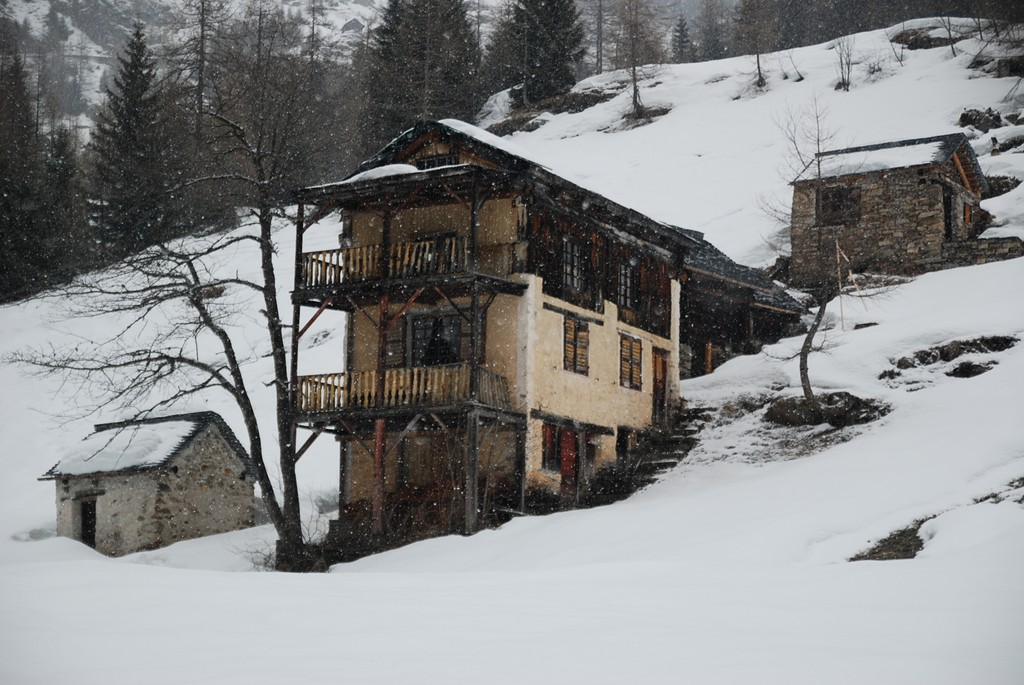
Bäuerliches Wohnhaus
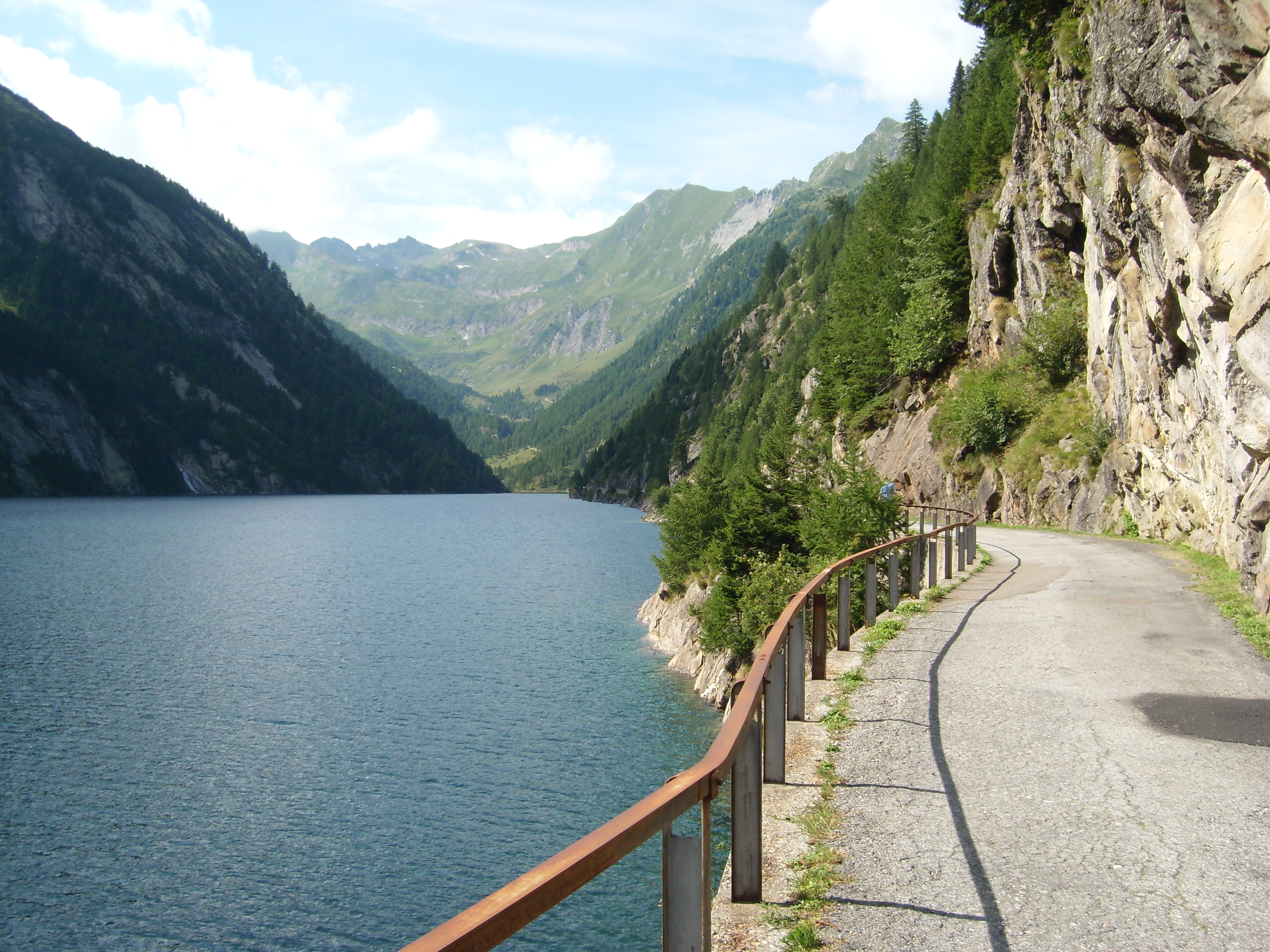
Sambuco-Stausee
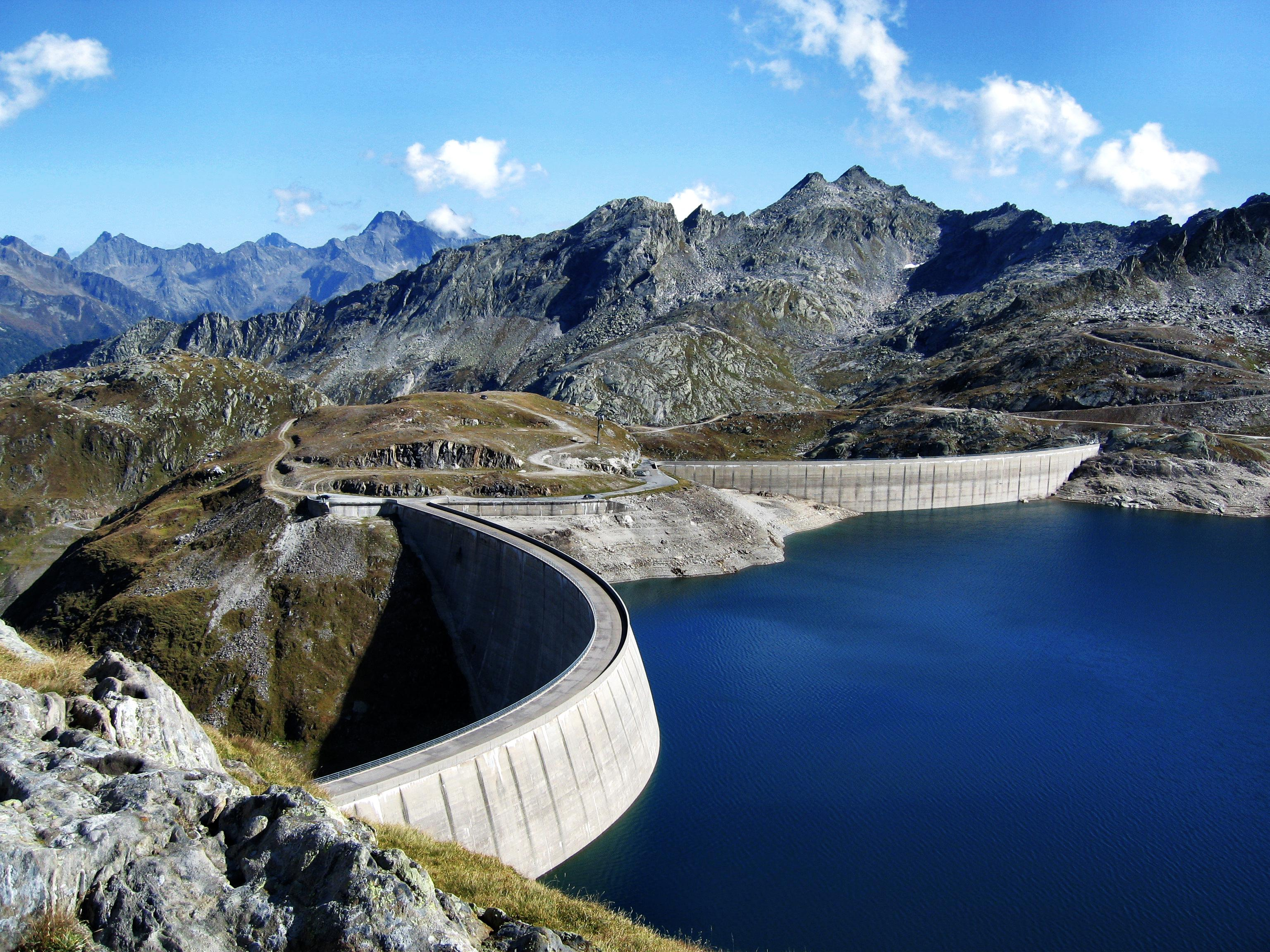
Damm des Naret-Stausees
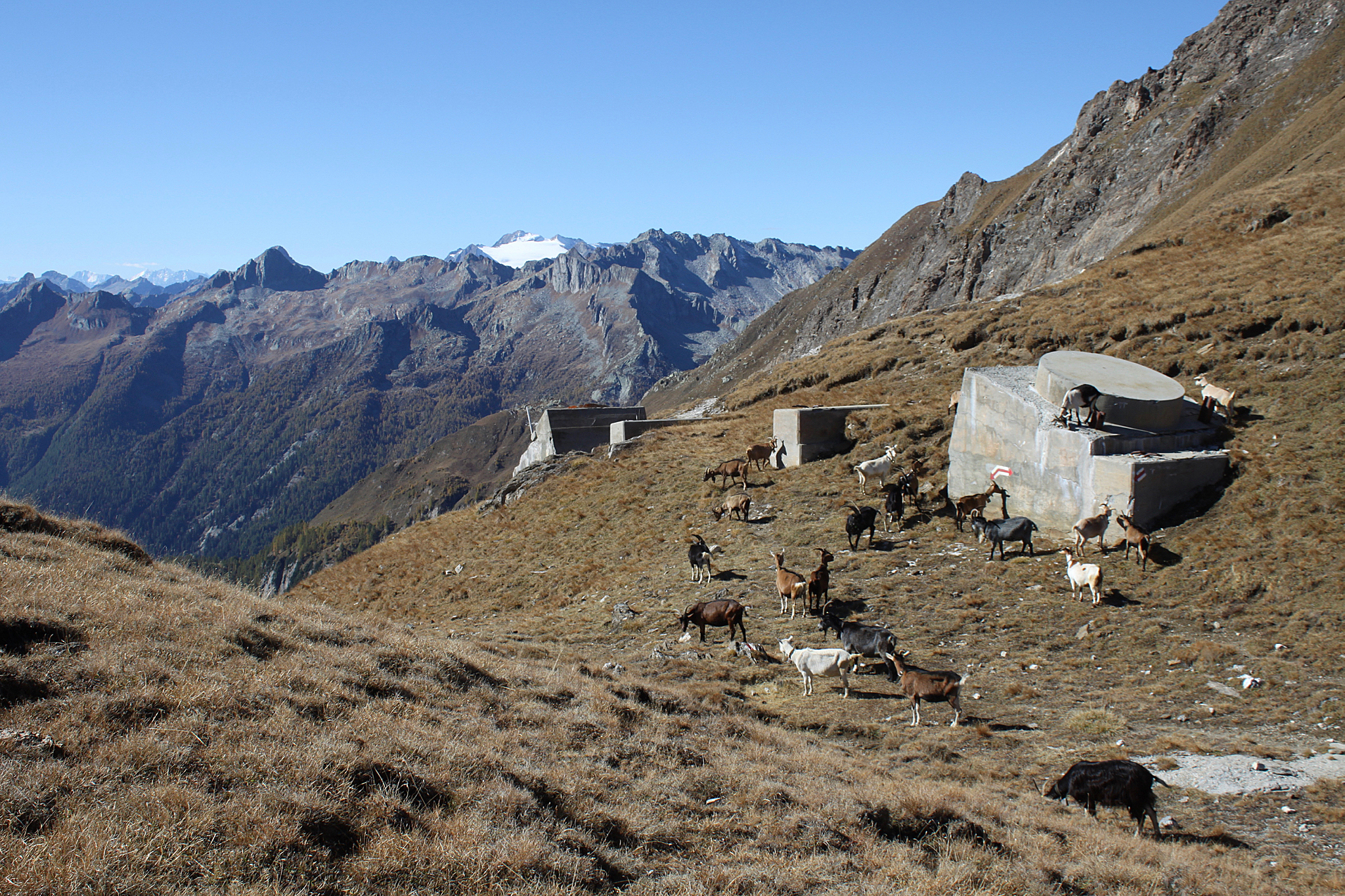
Campolungopass